# Mitrella (djur)
Mitrella är ett släkte av snäckor. Mitrella ingår i familjen Columbellidae.

## Dottertaxa tillMitrella, i alfabetisk ordning[1]
- Mitrella amiantis
- Mitrella amphisella
- Mitrella appressa
- Mitrella argus
- Mitrella aurantiaca
- Mitrella baccata
- Mitrella bella
- Mitrella callimorpha
- Mitrella carinata
- Mitrella casciana
- Mitrella caulerpae
- Mitrella clementensis
- Mitrella crumena
- Mitrella densilineata
- Mitrella diaphana
- Mitrella dichroa
- Mitrella dicomata
- Mitrella dissimilis
- Mitrella dorma
- Mitrella embusa
- Mitrella enida
- Mitrella euribia
- Mitrella fusiformis
- Mitrella gausapata
- Mitrella georgiana
- Mitrella gouldi
- Mitrella granti
- Mitrella guttata
- Mitrella hypodra
- Mitrella idalina
- Mitrella lunata
- Mitrella lutulenta
- Mitrella margarita
- Mitrella multilineata
- Mitrella nitens
- Mitrella nycteis
- Mitrella ocellata
- Mitrella perlucida
- Mitrella permodesta
- Mitrella profundi
- Mitrella projecta
- Mitrella pura
- Mitrella raveneli
- Mitrella rorida
- Mitrella sagenata
- Mitrella stemma
- Mitrella tuberosa
- Mitrella verrillii
- Mitrella vidua